# Лаку-Туркулуй
Лаку-Туркулуй (рум. Lacu Turcului) — село у повіті Прахова в Румунії. Входить до складу комуни Балта-Доамней.
Село розташоване на відстані 37 км на північ від Бухареста, 24 км на південний схід від Плоєшті, 110 км на південний схід від Брашова.

## Населення
За даними перепису населення 2002 року у селі проживала 391 особа, з них 387 осіб (99,0%) румунів. Усі жителі села рідною мовою назвали румунську.